# Eckernförder Heckenlabyrinth

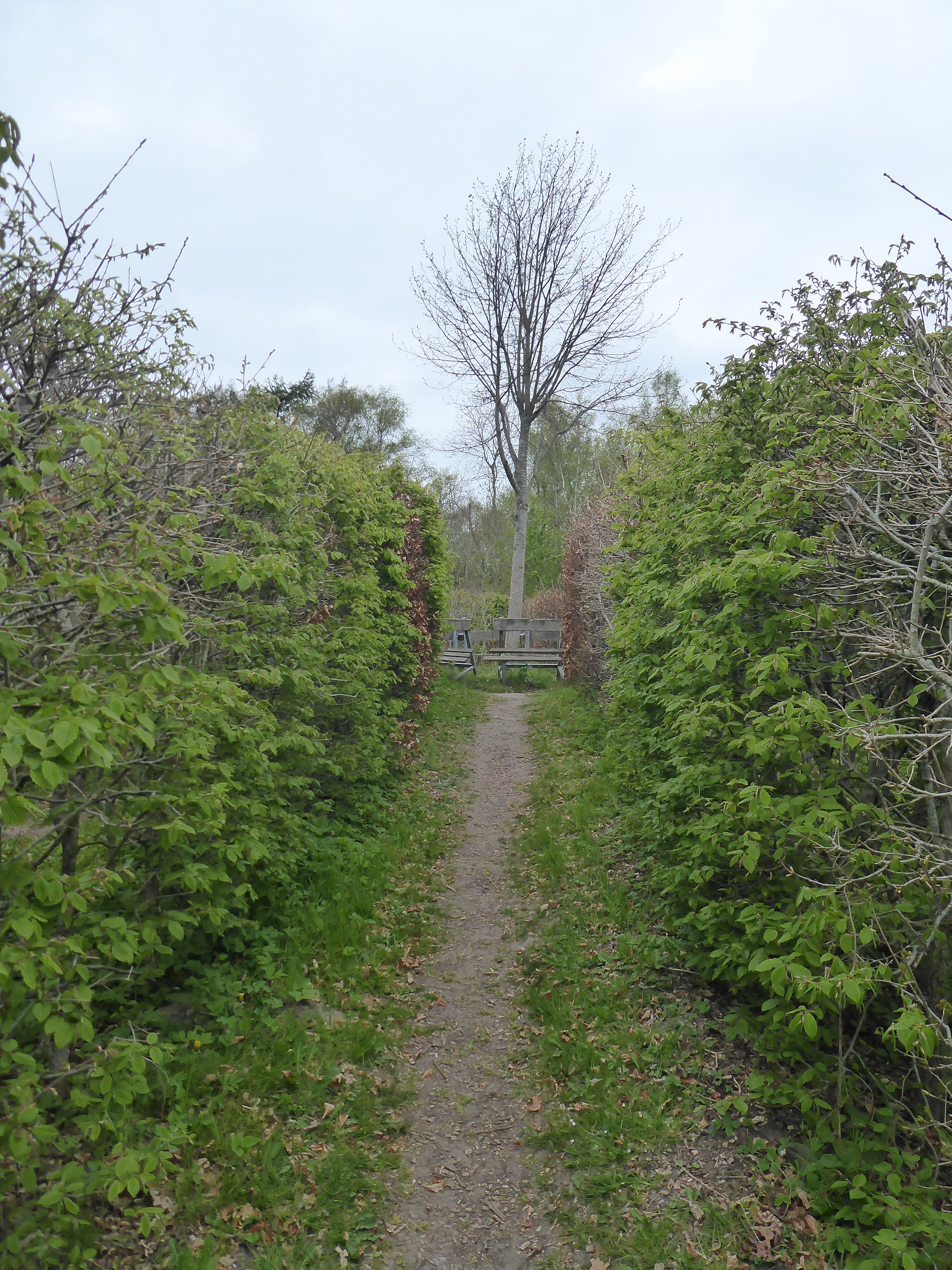
Eckernförder Heckenlabyrinth

Das Eckernförder Heckenlabyrinth befindet sich am Rande der Eckernförder Domsland-Siedlung in der Nähe der Rendsburger Straße.

## Geschichte
Anfang der 1950er Jahre wurde das nahe am Barackenlager an der Rendsburger Straße gelegene Domslandmoor – in dem die Moorleichen von Windeby gefunden wurden – systematisch abgetorft. Das Torfwerk Reischke lag südlich des Moores. Im Herbst 1958 wurde das Gelände von der Eisenwarenhandlung James Schuch übernommen. Die noch vorhandenen Nissenhütten aus der Zeit der Flüchtlingslager wurden abgerissen.
Durch die Ausweitung der Stadt wuchs diese bis an das Firmengelände heran, westlich davon wurde das Siedlungsgebiet Domsland geplant. Im Hinblick auf Lärmimmissionen wurde die Firma Schuch auf das Ende der 1990er Jahre neu entstandene Gewerbegebiet Marienthal umgesiedelt. Nach der Umsiedlung erfolgte eine Neuplanung des Geländes.
2002 wurde im Zentrum des Geländes ein schildförmiger Hügel von etwa 50 m Durchmesser und bis zu 2 m Höhe aufgeschoben. Dort entstand das erste schleswig-holsteinische Heckenlabyrinth. Mit Unterstützung durch die Fielmann AG wurden 4500 Stieleichen und Rotbuchen gepflanzt.
Um das Labyrinth entstand eine Kletterlandschaft, ein Bolzplatz und ein Wasserspielbereich. Große Teile des Geländes blieben sich selbst überlassen, wodurch sich eine vielfältige Vegetation entwickelte.